# Poblenou (stacja metra)
Poblenou – stacja metra w Barcelonie, na linii 4. Stacja została otwarta w 1977.